# Parafia Niepokalanego Poczęcia Najświętszej Maryi Panny w Iławie
Parafia Niepokalanego Poczęcia Najświętszej Maryi Panny w Iławie – rzymskokatolicka parafia położona w diecezji elbląskiej, w dekanacie Iława - Wschód.